# Kameleondorp

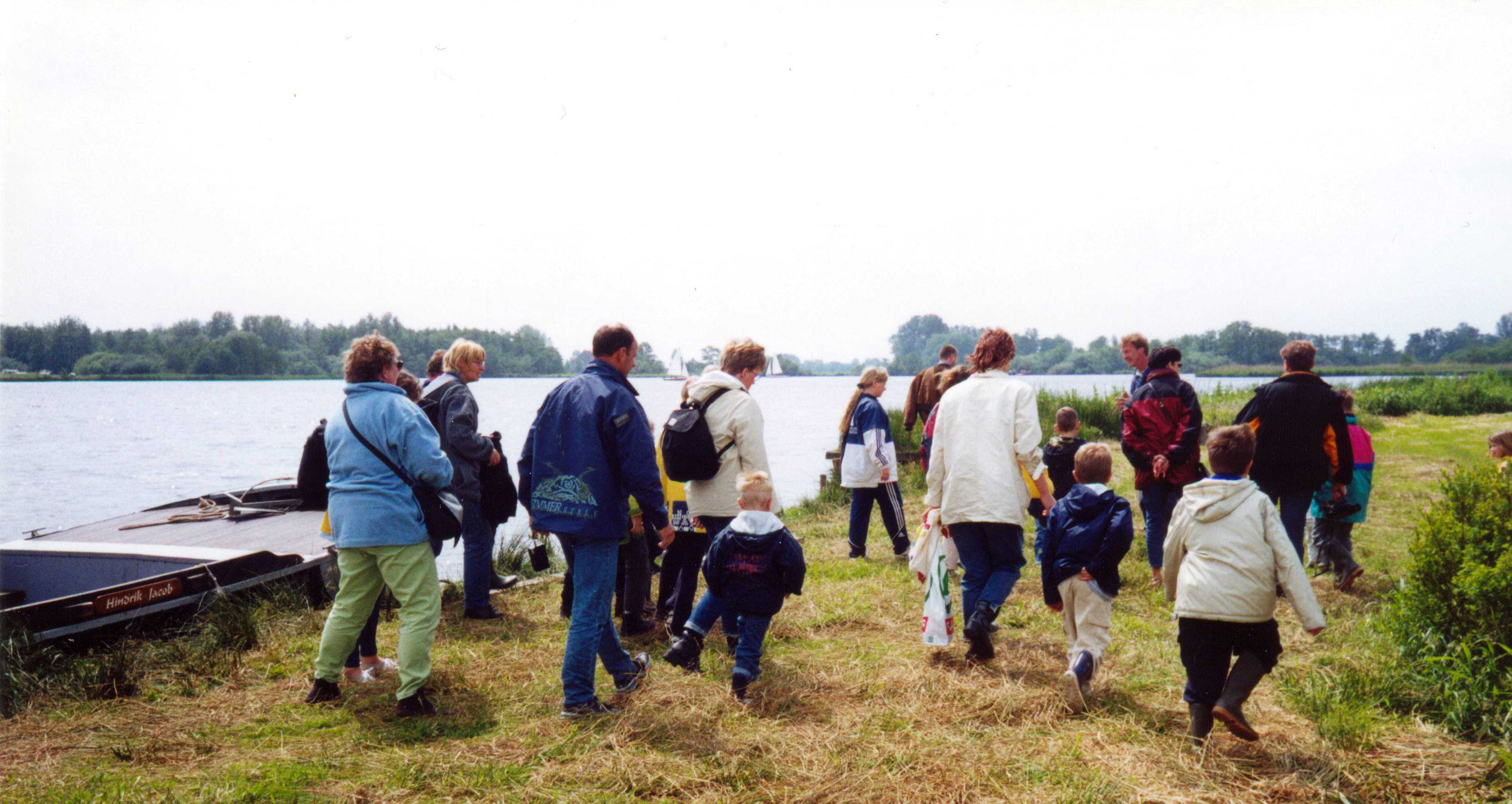
Het eiland "Grootzand"

Het Kameleondorp is een attractiepark dat geheel gewijd is aan de boekenserie De Kameleon van Hotze de Roos, en bevindt zich in het Friese plaatsje Terhorne (Terherne).
Het Kameleondorp is ontstaan op de plek waar De Roos in 1980 een zilveren pen cadeau kreeg van een lagere school. De leerlingen van deze school waren gek op de verhalen over De Kameleon en konden niet begrijpen dat De Roos nooit een literatuurprijs had gewonnen. Daarom besloten de leerlingen de schrijver uit te nodigen voor een echte prijsuitreiking. Toen de vraag werd gesteld of de avonturen van Hielke en Sietse zich in Terhorne hadden afgespeeld, antwoordde hij: "Het zou in Terherne gespeeld kunnen hebben". Mede door deze uitspraak van de schrijver ontstond in Terhorne een groep die zichzelf "vrienden van de Kameleon" noemden, en het plan opvatten om een dorp te laten verrijzen waarin de boeken over De Kameleon tot leven kwamen. Op 29 maart 1991 werden de plannen voor het dorp gepresenteerd. Ruim drie jaar later werd het dorp geopend voor het publiek.
Bij de bouw van het dorp is geprobeerd om het resultaat zo veel mogelijk te laten lijken op het dorp uit de boeken. Zo ligt de boot "De Kameleon" naast "Hotel de Gouden Leeuw" (bij het in 2004 gebouwde botenstation), en duwt hij een echte praam voor een rondvaart. Het is mogelijk om het eiland "Grootzand" te bezoeken en daar in Kameleon-stijl te spelen met de vier elementen van de natuur. De smederij van Klinkhamer (de vader van de hoofdpersonen Hielke en Sietse) bevindt zich in de "Kameleon Boerderij". Hier kunnen ook het gemeentehuis en molen "de Woudaap" worden bezichtigd en de brandweerauto staat er geparkeerd.

## Kameleon Terherne
In 2010 maken Nop de Graaf en Stefan de Lange een doorstart met de toeristenattractie onder de naam Kameleon Terherne. Het huidige bedrijf bestaat uit drie onderdelen: een rondvaart, het dorpje Lenten in de Kameleonboerderij en het Kameleon-avontureneiland.
Het Kameleon-eiland kenmerkt zich sindsdien vooral als een natuurspeelplek waar de bezoeker zelf of met een Kameleonfiguur de avonturen van Hielke en Sietse kan beleven. Op het eiland is het mogelijk om te polsstokspringen, in het moeras te baggeren, en op een houtvuur eten te bereiden. Er is een speurtocht met behulp van pratende melkbussen in het dorpje Lenten, nagemaakt in de Kameleonboerderij. Op de rondvaartpraam, geduwd door de 'echte' Kameleon, vertelt een inwoner van het fictieve Kameleondorp over de boeken, de films en de omgeving. De rondvaart vaart langs het Kameleon-avontureneiland, waar afgestapt kan worden en in de natuur gespeeld worden.
Sinds 2013 is de attractie ook 's winters geopend. Een professionele decorbouwer heeft een winterse sfeer in het Kameleondorpje aangebracht. In een verhaal over Hielke en Sietse en ijsprinses Katinka kan men op zoek naar het bevroren vuur. Ook was er de mogelijkheid om tijdens de winter van 2018 te smeden in de smederij van klinkhamer. In 2014 is een slechtweer- en feestaccommodatie genaamd "het Wapen van Lenten" toegevoegd. 
Het Kameleondorp werd in 2014 door de ANWB aangewezen als 'leukste uitje van Friesland'.

## Nieuwe serie
In 2017 werd gewerkt aan een nieuwe televisieserie met de schippers van de Kameleon in de hoofdrol. De serie werd in 2018 vertoond. De regie was in handen van Steven de Jong die ook de eerdere twee Kameleon-films regisseerde. Een aantal scènes van deze serie is opgenomen op het terrein van het Kameleondorp.